# Sint-Janstoren (Kortrijk)

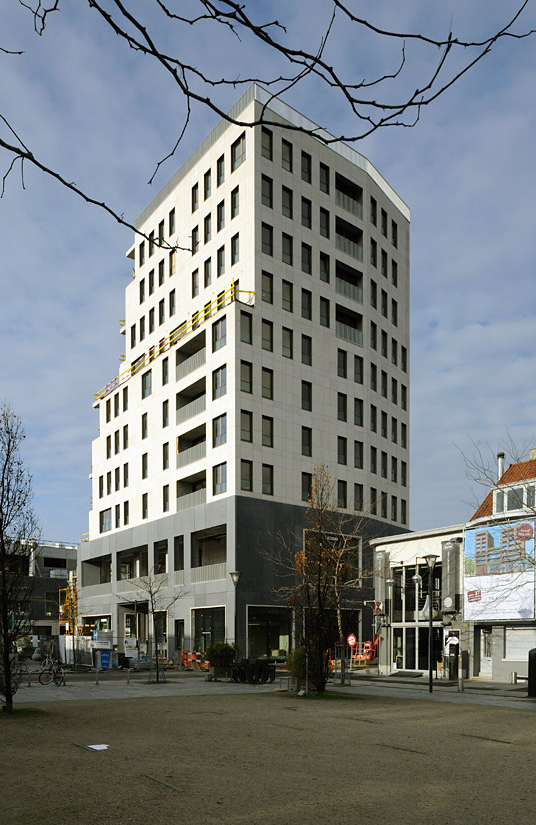
De Sint-Janstoren (zicht op de oostergevel)

De Sint-Janstoren is een woontoren met onderaan commerciële panden in de Belgische stad Kortrijk. De toren bevindt zich aan de Veemarkt en werd in maart 2010 opgeleverd. De woontoren werd gebouwd binnen het kader van de realisatie van het winkelcentrum K in Kortrijk. Om de ondergrondse in- en uitrit voor auto's en vrachtwagens te realiseren langs de zijde van de Romeinselaan dienden op de Veemarkt ook diverse panden onteigend en gesloopt te worden en op deze plaats (boven op de parkinginrit) verrees de nieuwe Sint-Janstoren.

## Naam
De Sint-Janstoren verwijst in zijn naamgeving naar de voormalige Sint-Janswijk die zich vlak bij die plek bevond. Verwijzingen hiernaar komen tevens nog terug in de nabijgelegen Sint-Janstraat, Kleine-Sint-Jansstraat en Sint-Janslaan. Ook de voorlopige werktitel van K in Kortrijk was aanvankelijk Shopping Sint-Jan.

## Gebouw

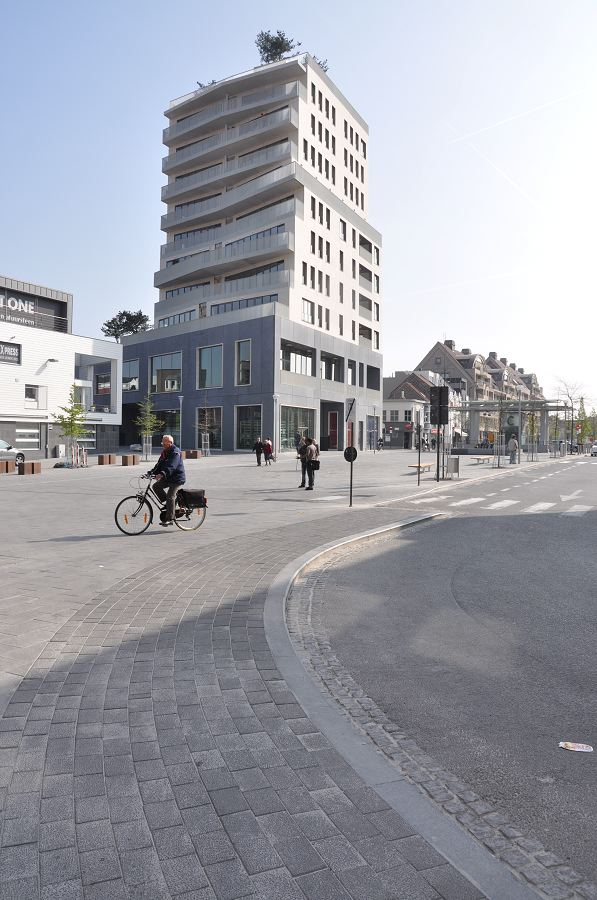
De Sint-Janstoren op de Kortrijkse Veemarkt (zicht op de westergevel)

De opdrachtgevers van de Sint-Janstoren waren het Nederlandse Foruminvest. De woontoren zelf is een ontwerp van het Gentse architectenbureau Robbrecht & Daem en bestaat uit een sokkel bekleed met donkere natuursteen waarin zich verschillende winkelpanden bevinden met daarboven appartementen die een witte gevelbekleding kregen. De toren bestaat uit 11 bouwlagen en is 46m hoog. De gevels tonen een opvallend contrast langs de verschillende zijden: langs de westzijde bevinden zich terrassen die telkens verspringen en zo voor een levendig silhouet zorgen. Aan de westzijde kent de gevel eerder een gesloten opbouw met enkel ritmisch geplaatste ramen. Door voor de sokkel hetzelfde gevelmateriaal als dat van het naburige winkelcentrum K in Kortrijk te kiezen, vormt het winkelgedeelte van de Sint-Janstoren visueel één geheel met het koopcentrum. Langs de zijde van de Romeinselaan kent de toren een opvallende overkraging. Boven op het torengebouw bevinden zich enkele hoogstammige bomen, naar analogie van middeleeuwse woontorens in Italiaanse steden.